# Calligrapha suturella
Espèce
Calligrapha suturella est une espèce de coléoptères de la famille des Chrysomelidae, un insecte phytophage qui se rencontre dans le Nord-Est de l'Amérique du Nord et qui peut atteindre de 8 à 9 mm de long.

## Systématique
L'espèce Calligrapha suturella a été initialement décrite en 1933 par Charles Schaeffer comme étant une variété de l'espèce Calligrapha multipunctata, sous le protonyme de Calligrapha multipunctata var. suturella

## Description
La livrée de Calligrapha suturella est blanc jaunâtre, à ornementation noire. Son pronotum est large, noir luisant, finement ponctué, la partie frontale légèrement déprimée et la pointe postérieure triangulaire. Ses élytres sont ornés au centre d'une bande longitudinale à cinq lobes, et maculés sur ses flancs de vingt à trente taches noires de forme très variable.

## Répartition
En Amérique du Nord, il se rencontre depuis le Québec au New Hampshire jusqu'aux Grands Lacs.

## Alimentation
Calligrapha suturella s'alimente des feuilles de plusieurs espèces de Saules.